# Ziquítaro
Ziquítaro es una localidad del estado mexicano de Michoacán. Es parte del municipio de Penjamillo.

## Toponimia
El nombre «Ziquítaro» proviene de los términos en purépecha: tziquini, manta; ro, locativo. Su significado es «Lugar de mantas».

## Demografía
| Gráfica de evolución demográfica |
|                                  |

| Censo | Población |
| ----- | --------- |
| 1900  | 835       |
| 1910  | 968       |
| 1921  | 1143      |
| 1930  | 1288      |
| 1940  | 1439      |
| 1950  | 1704      |
| 1960  | 1701      |
| 1970  | 2194      |
| 1980  | 1887      |
| 1990  | 2271      |
| 2000  | 2049      |
| 2010  | 1823      |
| 2020  | 1870      |